# Петр Коукал
Петр Коукал (чеськ. Petr Koukal; нар. 16 серпня 1982, м. Ждяр-над-Сазавою, ЧССР) — чеський хокеїст, центральний нападник. Виступає за «Автомобіліст» (Єкатеринбург) у Континентальній хокейній лізі.
Вихованець хокейної школи ХК «Ждяр-над-Сазавою». Виступав за ХК «Пардубице», ХК «Градець-Кралове», «Пльзень», «Нафтохімік» (Нижньокамськ), «Йокеріт» (Гельсінкі).
У чемпіонаті Чехії — 513 матчів (88+160), у плей-оф — 113 матчів (27+30).
У складі національної збірної Чехії учасник чемпіонатів світу 2010, 2012, 2013 і 2015 (31 матч, 5+3).

## Досягнення
- Чемпіон світу (2010), бронзовий призер (2012)
- Чемпіон Чехії (2005, 2010, 2012), срібний призер (2003, 2007), бронзовий призер (2011).